# Корона Шахбану
Корона Шахбану (на персийски: تاج شهبانو, Тадж-е Шахбану) е регалия на последната иранска династия Пахлави, създадена за коронацията на Фара Диба, третата съпруга на Мохамед Реза Пахлави. Короната е част от Националните съкровища на Иран. Съхранява се в трезора на Централната банка на Иран.

## История
Последният ирански шах, Мохамед Реза Пахлави (1941 – 1979), провежда своята коронацията на 26 октомври 1967 г., години след като се качва на престола. В същия ден има още две церемонии – обявяването на третата му съпруга Фара Диба (فرح دیبا‎) за Шахбану (императрица) и определянето на първородния им син, Реза Пахлави, за престолонаследник. Шахбану придобива и правото при необходимост да бъде регент. Фара получава короната от ръцете на шаха, който чрез този символичен жест демонстрира утвърждаването на равните права на иранските жени.
Титлата Шахбану (императрица) не е използвана от 7 век и наследени регалии за церемонията няма. Короната се изработва от известната фирма Van Cleef & Arpels и е дело на френския бижутер Пиер Арпел (Pierre Arpels). Използваните за нея скъпоценни камъни са избрани от съкровищницата на страната. Необрамчените камъни, съхранявани в нея, освен финансова имат и историческа стойност, тъй като в по-голямата си част представляват военен трофей на Надер Шах от индийския му поход през 18 век. По закон тези скъпоценности не могат да напускат държавата, затова за изпълнение на поръчката френските бижутери пътуват за Иран и изработват короната там.
Днес короната Шахбану е част от Националните съкровища на Иран. Съхранява се в трезора на Централната банка на Иран.

## Описание
Материалите, използвани за основата на короната, са тъмнозелено кадифе и бяло злато. Украсена е с 38 изумруди, 105 перли, 34 рубина, 2 шпинела и 1469 диаманта. Нейното общо тегло е 1481 g. Най-големият изумруд тежи 91.32 карата. Двата най-големи шпинела са приблизително 83 карата, най-голямата перла е дълга около 22 mm. 
Най-едрите скъпоценните камъни върху короната оформят няколко фигури, подобни на розети. Най-високата от тях е разположена в предната част на короната. В центъра ѝ се намира най-големият изумруд. Той е с шестоъгълна форма и е обграден с относително малки бели диаманти. От него, подобно на лъчи, излизат шест овални перли и седем рубина. Около всеки рубин са наредени бели диаманти. Под централния изумруд се намира още един голям изумруд, който също е обграден с бели диаманти. Долния ръб на короната е украсен с две успоредни редици диаманти. Между тях са наредени диаманти, изумруди и рубини, върху горната редица са наредени перли. Още две диамантени редици се извиват като панделки в пространството между розетите. Двата големи шпинела са сложени в центъра на страничните розети на короната.